# Brousse-le-Château
Brousse-le-Château è un comune francese di 165 abitanti situato nel dipartimento dell'Aveyron nella regione dell'Occitania.

## Società

### Evoluzione demografica
Abitanti censiti